# 소급적 연속성

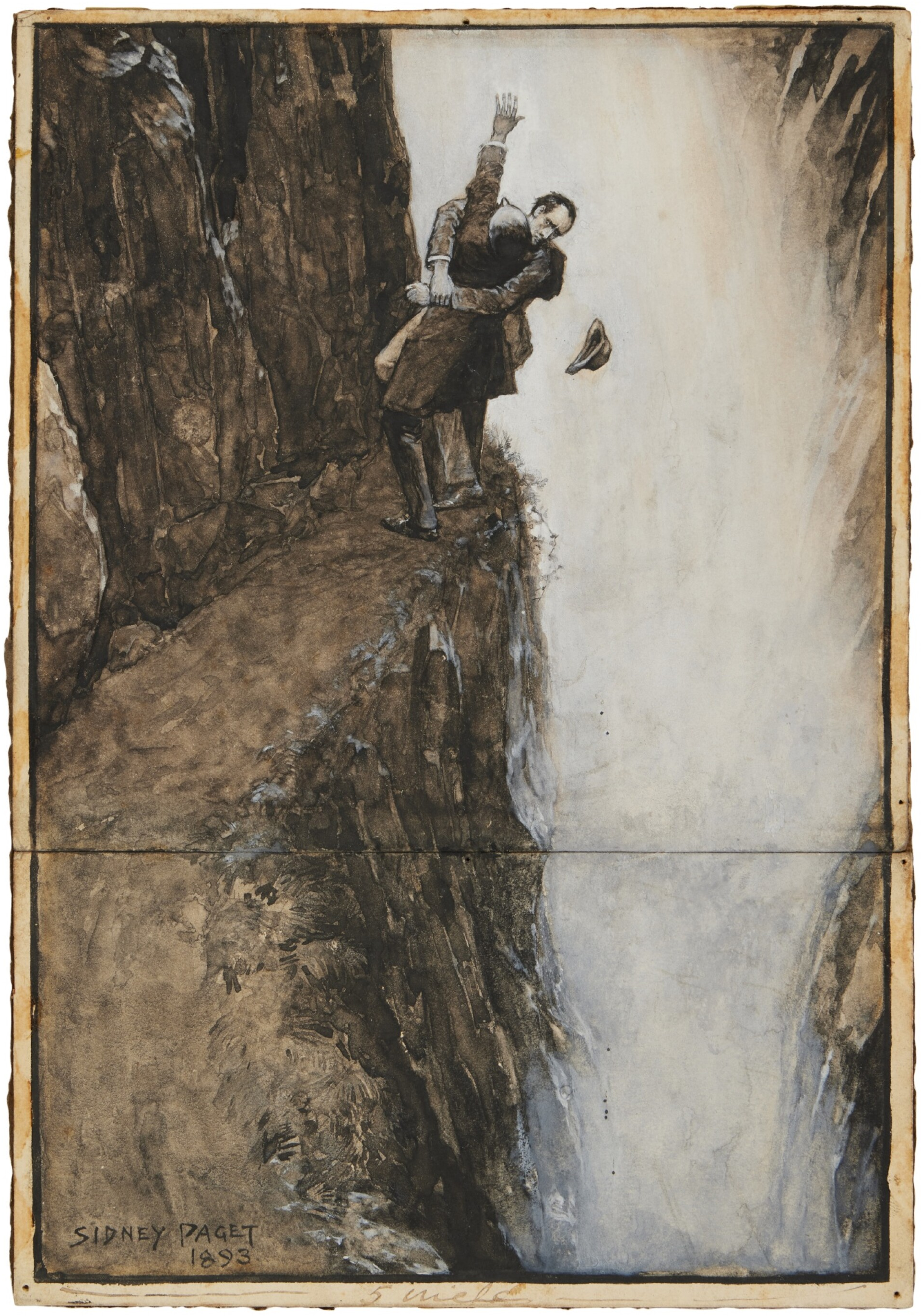
《셜록 홈즈의 사망》: 아서 코난 도일은 《마지막 사건》에서 제임스 모리아티와의 결투 중 사망한 셜록 홈즈가 《빈 집의 모험》에서 살아있는 이유를 설명하기 위해 소급적 연속성을 도입했다.

소급적 연속성(Retroactive continuity)은 한 이야기가 창작물 내에서 정립된 사실이 다음 작품에서 개정, 무시, 보완 혹은 상호충돌해 기존의 연속성에 간섭하는 행위를 가리키는 문학 용어이다. 영어로는 약자 레트콘(Retcon)이라고 줄여 쓴다.
소급적 연속성을 도입하는 이유로 다음과 같은 것들이 있다.
- 원작 이후 제작한 후속작이나 기타 파생 작품에 원하는 것을 도입하기 위해서이다.
- 전작에 대한 나쁜 반응에 대한 대책이다.
- 출판 후 전작에서 발견된 오류 및 문제들을 교정하기 위함이다.
- 전작에 대한 해석을 변경하거나 명확하게 하기 위해서이다.
- 작품 내의 미래에 대한 틀린 예측을 다시 현실과 맞추기 위한 방법이다.

## 종류

### 수정
소급적 연속성은 전에 제공된 정보와 충돌하는 정보를 추가하기도 한다. 대표적인 예로 전에 사망처리된 인물이 이후 생존한 것으로 밝혀지는 것이 있다. 공포 영화에서 결말에서 사망한 살인자가 후속작에서 다시 나타나는 것도 같은 경우이다.

### 삭제
인기가 없거나 어울리지 않는 설정과 이야기는 이후 출판사가 무시하고 시리즈의 연속성에서 제외하는 경우가 있다.

## 같이 보기
- 역사수정주의
- 유사역사학
- 레트로님